# Mustafa III.

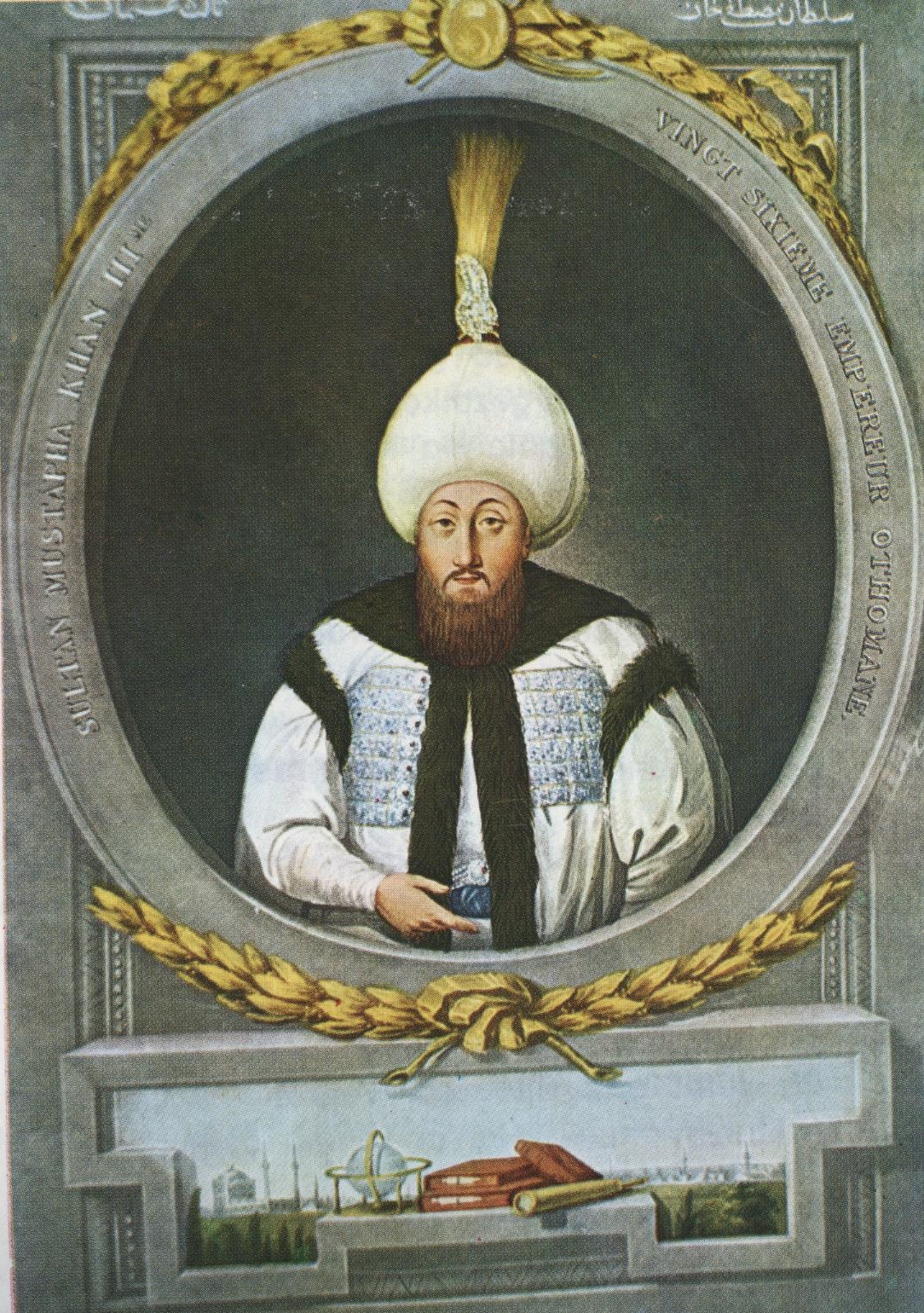
Sultan Mustafa III.

Mustafa III. (geboren 28. Januar 1717; gestorben 21. Januar 1774) war von 1757 bis 1774 Sultan des Osmanischen Reiches. Er war zu Reformen in verschiedenen Bereichen bereit, ohne sich damit immer gegen widerstrebende Kräfte durchsetzen zu können. Nach den schweren Erdbeben 1766/67 machte er sich um den Wiederaufbau in Istanbul verdient. Er erklärte nach vorausgegangenen Spannungen 1768 Russland den Krieg und beendete damit eine der längsten Friedensphasen der osmanischen Geschichte. Der Krieg selbst verlief für das osmanische Reich katastrophal und schwächte das Reich stark.

## Leben
Er war einer der jüngeren Söhne von Ahmed III. und der Mutter Mihrişah Kadın. Er lebte vor seinem Herrschaftsantritt abgeschottet im Kafes des Topkapı-Palastes und entwickelte sich zu einem Dichter und Gelehrten. Mustafa studierte Astrologie, Literatur, Medizin, aber auch die osmanische und islamische Geschichte. Er war auch interessiert an religiösen Streitgesprächen. 
Er folgte Osman III. auf dem Thron, weil sein Bruder Mohammed, der als zukünftiger Sultan gegolten hatte, kurz zuvor verstorben war. Bei seinem Amtsantritt ließ er sich mit dem Schwert des Kalifen Omar gürten und demonstrierte damit sein besonderes Interesse für das Rechtswesen und die Gerechtigkeit.

### Innere Politik
Seit dem Frieden von Belgrad 1739 erlebte das Reich eine nach außen hin friedliche Entwicklung. Noch von seinem Vorgänger eingesetzt, war Koca Mehmed Ragıp Pascha als Großwesir der eigentliche Gestalter der Politik. Diese Position behauptete er bis zu seinem Tod 1763. Das Münzwesen wurde reguliert, Steuerreformen begonnen, Getreidemagazine angelegt und die Wasserversorgung in Istanbul verbessert. Insbesondere die Finanzreformen erwiesen sich jedoch als wenig effizient. Die angestrebten Verwaltungsreformen konnten nur in der Hauptstadt durchgesetzt werden. Die Provinzen blieben in der Hand der dortigen lokalen Ayans (Gouverneure). Wenig Interesse hatte der Großwesir an einer Reform der Armee, musste er doch mit dem Widerstand der ohnehin stets unruhigen Janitscharen rechnen. 
Im Zusammenhang mit dem Siebenjährigen Krieg schloss die Hohe Pforte 1761 einen Freundschaftsvertrag mit Preußen. Der Sultan schickte Ahmed İbrahim Resmî nach Preußen, um die dortigen Reformen zu studieren. Der Großwesir plädierte sogar für ein Bündnis, konnte sich damit aber nicht gegen den Sultan und einflussreiche Ulama durchsetzen. 
Nach dem Tod des Großwesirs 1763 übernahm Mustafa III. selbst die Herrschaft. In der folgenden Zeit hat er zahlreiche Großwesire ernannt und meist bald wieder abgesetzt. 

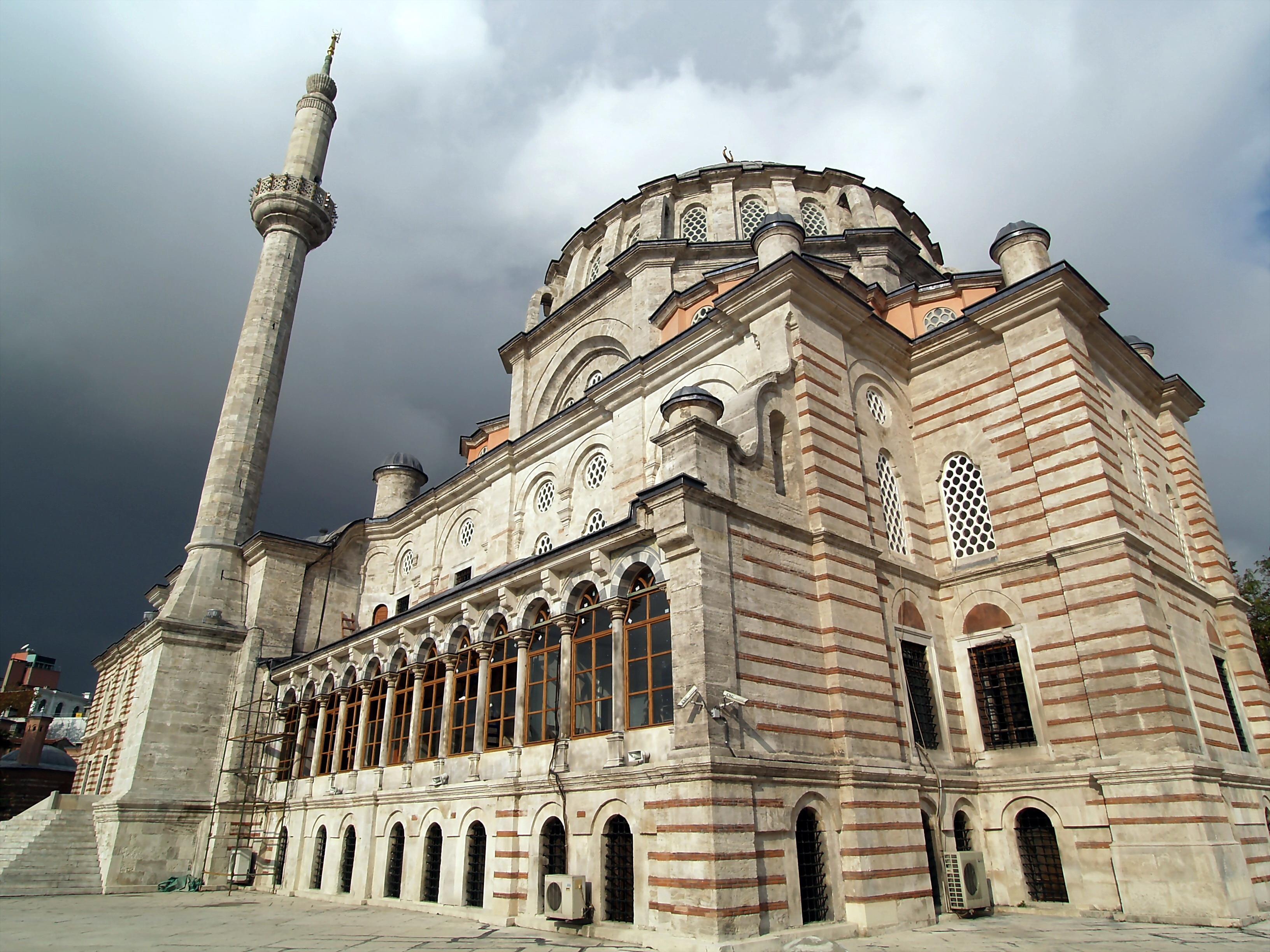
Laleli-Moschee

Bei Istanbul ließ er einen neuen Vorort erbauen. Seit 1759 ließ er die Laleli-Moschee bauen. In seiner Herrschaftszeit zerstörten 1766 und 1767 vier schwere Erdbeben große Teile der Hauptstadt. Für den Wiederaufbau stellte er auch Teile seines privaten Vermögens zur Verfügung. Er ließ die Fatih-Moschee und die Eyüp-Sultan-Moschee wiederherstellen. Außerdem nahm er den letztlich nicht realisierten Plan eines Kanals zwischen dem Golf von İznik und dem Schwarzen Meer wieder auf. Dasselbe gilt für den Bau eines Suezkanals zwischen dem Roten Meer und dem Mittelmeer.

### Krieg mit Russland

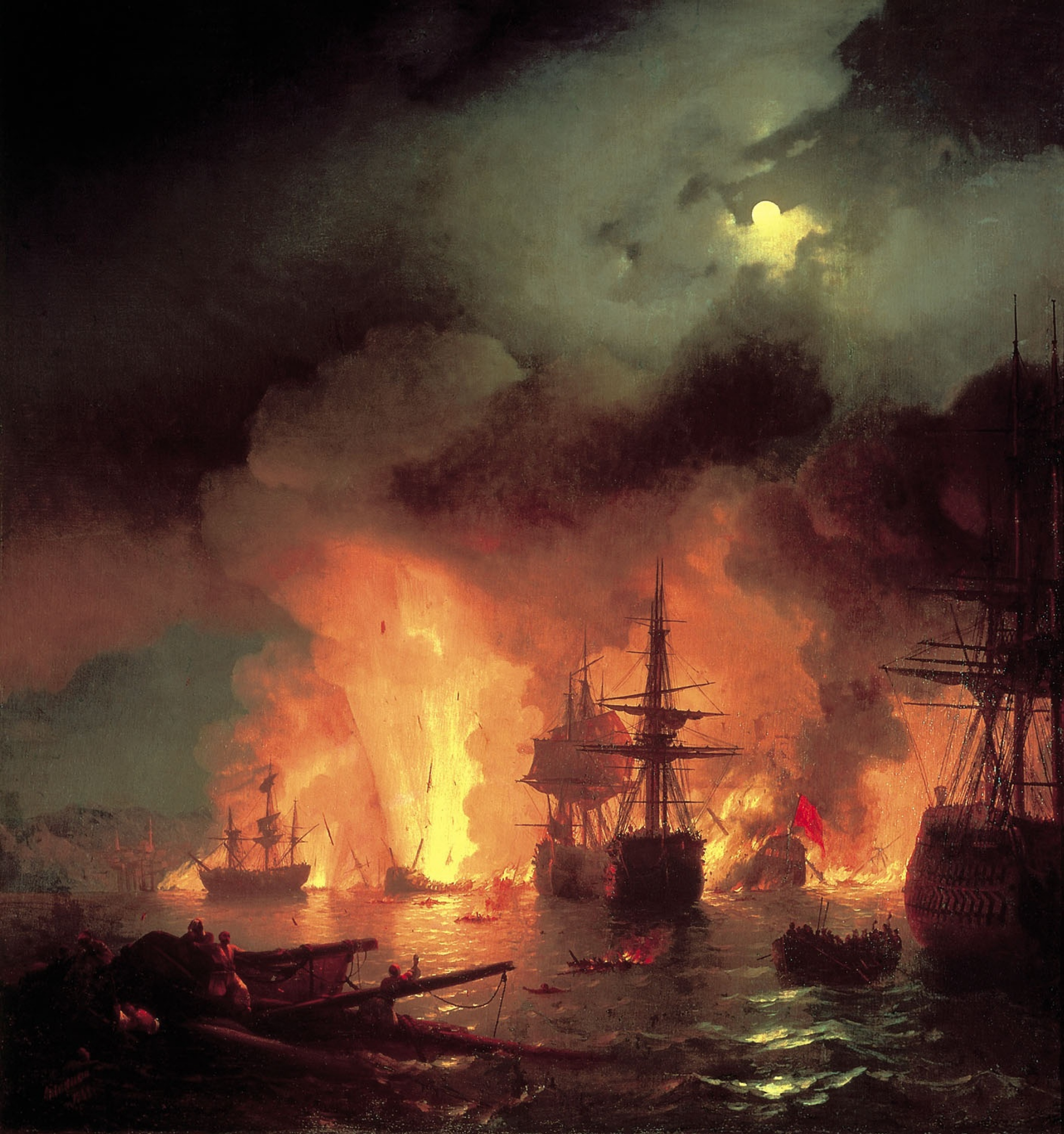
Zerstörung der osmanischen Flotte in der Schlacht von Cesme (Historiengemälde von Iwan Aiwasowski (1881))

Seit 1762 nahmen die Spannungen zwischen dem Osmanischen Reich und Russland zu. Sie entzündeten sich an der offensiven russischen Politik in Polen und auf der Krim. Der Sultan selbst war zum Krieg bereit. Die russische Diplomatie und die Ablehnung eines Krieges durch einige Ulama verhinderten dies zunächst. Das änderte sich, als Mustafa III. 1768 von einem bedeutenden Gelehrten eine Fatwa für einen Krieg gegen Russland erwirken konnte. 
Damit begann der Russisch-Türkische Krieg von 1768 bis 1774. Der Sultan hoffte auf einen Sieg. Es zeigte sich aber bald, dass die osmanische Armee für einen längeren Krieg völlig unvorbereitet war. Der Krieg zu Lande entwickelte sich daher rasch zu Ungunsten der Osmanen. Der Sultan ließ einen der erfolglosen Großwesire hinrichten. Auch eine russische Flotte operierte erfolgreich im Mittelmeer. Die osmanische Flotte erlitt 1770 in der Seeschlacht von Çeşme eine vernichtende Niederlage. Zu Lande eroberten die Russen die gesamte Krimhalbinsel. Die Osmanen konnten sich nur in Otschakiw und Kilburnu halten. Auch das heutige Rumänien und Teile des heutigen Bulgariens wurden russisch besetzt. 
In Istanbul bemühten sich verschiedene europäische Gesandtschaften etwa aus Österreich und Preußen um Vermittlung zwischen den kriegsführenden Parteien. Ein Waffenstillstand wurde im Juni 1772 geschlossen. Erste Friedensverhandlungen führten zu keinem Ergebnis. Der Waffenstillstand wurde verlängert und neue Friedensverhandlungen fanden im November in Bukarest statt. Im März wurden die Verhandlungen abgebrochen. In Istanbul sperrten sich insbesondere die Ulama gegen die harten russischen Friedensbedingungen. 
Der Krieg ging 1773 mit wechselnden Erfolgen zu Lande für beide Seiten weiter. Im Zusammenhang mit einem Aufstand in Ägypten gegen die osmanische Herrschaft bombardierte eine russische Flotte Beirut. Der Sultan wollte sich im Sommer 1774 selbst zu den Truppen begeben. Dem setzte sich seine Umgebung entgegen und auch eine Erkrankung verhinderte dies.

### Militärreformen
Angesichts der Erfahrungen mit der russischen Armee und Flotte versuchte Mustafa III. während des Krieges mit Hilfe von Baron de Tott einige Veränderungen im Militär einzuführen. Insbesondere reformierte dieser französische Experte die Artillerie. Damit begann der bewusste Versuch, von den europäischen Staaten zu lernen. Der Sultan ließ 1773 die Schule für Marineingenieure wieder eröffnen, nachdem sie unter dem Zwang der Janitscharen 1747 hatte geschlossen werden müssen. Ebenfalls 1773 gründete er eine Schule für Mathematiker der Marine. Die Veränderungen waren aber nicht tiefgreifend genug, um die eindeutige militärische Unterlegenheit gegenüber den Russen auszugleichen. Die militärische Organisation war so schlecht, dass es zeitweise zu Massendesertionen kam.

### Nachfolge
Nach zwei Sultanen ohne Nachkommen hatte er acht Töchter und zwei Söhne. Große Hoffnungen setzte er auf seinen Sohn, den späteren Selim III., den er sorgfältig erziehen ließ.
Er starb, bevor der Friede von Küçük Kaynarca abgeschlossen werden konnte. Dieser Schritt erfolgte unter seinem Nachfolger Abdülhamid I. Am Ende hinterließ er ein Reich mit großen wirtschaftlichen und administrativen Problemen. Das wirtschaftliche Wachstum der letzten sechzig Jahre kam zum Stillstand und die Besetzung von Territorien durch die Russen ließ die Autorität der Zentralregierung stark zurückgehen.